# Lakarschneid
Lakarschneid är en utlöpare i Österrike.   Den ligger i förbundslandet Salzburg, i den centrala delen av landet, 300 km väster om huvudstaden Wien. Lakarschneid ligger 2 652 meter över havet.
Den högsta punkten i närheten är Kitzsteinhorn, 3 203 meter över havet, 3,2 km söder om Lakarschneid. Närmaste större samhälle är Bruck an der Großglocknerstraße, 13 km nordost om Lakarschneid. 